# Aragóniai Izabella portugál királyné
Aragóniai Izabella (Dueñas, Kasztília, 1470. október 2. – Zaragoza, Aragónia, 1498. augusztus 23.), neve a spanyolban valójában az Erzsébet megfelelője, teljes neve portugálul: D. Isabel de Aragão e Castela, spanyolul: Isabel de Aragón y Castilla, katalánul: Isabel d'Aragó i de Castella, kasztíliai és aragón királyi hercegnő (infánsnő), kasztíliai trónörökös, Asztúria hercegnője. A Trastámara-ház (Burgund-Ivreai-ház) tagja. Testvérei voltak: öccse, Aragóniai János asztúriai herceg, húgai: II. Johanna kasztíliai királynő, Aragóniai Mária portugál királyné és Aragóniai Katalin angol királyné.

## Élete

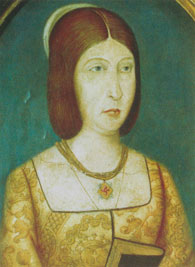
Aragóniai Izabella portugál királyné, portré, XV. század, ismeretlen szerző

II. Ferdinánd aragóniai királynak és I. Izabella kasztíliai királynőnek az elsőszülött gyermeke. Anyja trónra lépésétől (1474) kasztíliai trónörökösnő, és így Asztúria hercegnője volt, de öccse, János születése (1478) után csak a második helyre szorult az öröklésben. 1490. november 22-én Lisszabonban feleségül ment Alfonz (1475–1491) portugál királyi herceghez, II. János portugál király fiához, aki viszont már a következő évben, 1491. július 13-án meghalt, és mivel Izabella ez idő alatt nem esett teherbe, így II. Jánosnak nem maradt közvetlen leszármazottja, aki követhette volna a portugál trónon. Éppen ezért II. János halála (1495) után az unokatestvére, I. Mánuel lett az új portugál király, aki II. János özvegyének, Portugáliai Eleonórának volt az öccse. 1497. szeptember 30-án Izabellát feleségül adták I. Mánuelhez. A menyegző idején betegedett meg Izabella öccse, János herceg, és röviddel utána, 1497. október 4-én meg is halt. Mivel János herceg özvegye, Habsburg Margit főhercegnő áldott állapotban volt, így a születendő gyermeket tekintették a jövendő trónörökösnek, de mivel Margit halott gyermeket szült 1497 decemberében, így újra Izabella lett a kasztíliai trónörökös. A Kasztíliai Gyűlés 1498. április 29-én hivatalosan is felruházta a trónörökösi címmel, és megadta neki az Asztúria hercegnője titulust. Az Aragón Gyűlés azonban megtagadta tőle, hogy Aragónia trónörökösévé is nyilvánítsa 1498-ban a száli törvény miatt, amely tiltotta a nők trónöröklési jogát Aragóniában. Izabella portugál királyné azonban ebben az időben már gyermeket várt, ezért az Aragón Gyűlés kifejezte abbéli reményét, hogyha a királyné fiút szül, és azt Aragóniában hozza világra, akkor azt a fiút elismerik trónörökösnek. Anyját, I. Izabella királynőt felháborították az aragónok kijelentései, és katonai akciókkal fenyegetőzött férje országa ellen, hogy ekkora megaláztatásban részesíti a lányát, de végül megenyhült, és Izabella Aragónia fővárosában, Zaragozában maradt, hogy ott hozza világra első gyermekét. 1498. augusztus 23-án megszületett a várva-várt fiú, de az egészségileg korábban is gyenge Izabella belehalt a szülésbe. I. Mánuel portugál király, aki szintén Aragóniában tartózkodott, ahol az egész királyi család töltötte a gyerekvárás pillanatait, felesége halála után visszatért országába, Portugáliába, nagyszülei gondjaira bízva újszülött gyermekét, aki viszont alig két évet élt.

## Gyermeke
- 1. férjétől, Alfonz (1475–1491) portugál királyi hercegtől, II. János portugál király fiától, nem születtek gyermekei
- 2. férjétől, I. Mánuel (1469–1521) portugál királytól, 1 fiú:
  - Mihály (1498–1500) portugál, kasztíliai és aragón királyi herceg (infáns) és trónörökös